# Hôpital du CICR de Novye Atagi
L'hôpital du CICR de Novye Atagi est un hôpital créé en septembre 1996 par le Comité international de la Croix Rouge (CICR) à Novye Atagi en Tchétchénie, fédération de Russie. Il a été évacué en décembre de la même année après que six membres de l'équipe expatriée furent assassinés de nuit par un commando armé. Cet évènement constitue à ce jour la plus grande tragédie de l'histoire du CICR.

## Contexte
La décision de créer cet hôpital fut prise à la fin de la première guerre de Tchétchénie dans un contexte de grande insécurité. En effet, durant la bataille de Grozny du 6 au 15 août 1996, de nombreux hôpitaux avaient été détruits.

### Le choix de Novye Atagi
Une mission d'évaluation du CICR partie de Genève arriva dans la ville de Naltchik en Kabardino-Balkarie le 18 août trois hypothèses de localisation furent émises à ce stade: la frontière entre l'Ingouchie et la Tchétchénie, Grozny, les villages au Sud de Grozny.
La mission partit sur le terrain le lendemain 19 août. En Ingouchie, elle se vit proposer un local pour implanter l'hôpital par les autorités locales. La mission partit ensuite sur la Tchétchénie et revint à Nazran le 21 août en proposant le site de Novye Atagi, village situé en Tchétchénie, à environ 20 kilomètres au sud de Grozny.
Elle expliqua le caractère neutre du village, siège des négociations entre les indépendantistes et les autorités Russes. Les représentants du village avaient aussi garanti la sécurité du CICR. Ils avaient aussi expliqué la tradition locale de protection des invités. Celle-ci veut qu'un hôte perde la face si son invité subit quelque agression que ce soit sous son toit.
Le chef de la mission d'évaluation parvint à rallier la délégation à sa proposition. Celle-ci fut ensuite soumise au siège de Genève qui, réticent au départ finit par consentir.
L'option "Ingouche" fut donc abandonnée avec l'explication que les combattants tchétchènes ne seraient pas en sécurité sur un territoire russe. Il fallut s'excuser auprès des autorités Ingouches de ne pas retenir leur proposition.
Cette décision sembla hâtive à certains membres de la délégation. Il leur parut que la possibilité d'obtenir des garanties de sécurité de la part des autorités Russes pour le transport et le traitement des blessés en Ingouchie n'avait pas été suffisamment explorée. Ils rappelèrent le contexte Afghan ou des blessés moudjahidin était transportés à Kaboul jusqu'à l'hôpital du CICR sous protection de celui-ci. Il leur paraissait étrange de vouloir installer un hôpital dans une région aussi volatile que la Tchétchénie sur des critères de sécurité principalement locaux. Ils soulignèrent qu'un hôpital est une structure lourde, difficile à évacuer rapidement et discrètement en cas de danger.
Dès le départ, l'hôpital fut présenté comme remplissant deux rôles : au-delà de sa seule fonction de soin, il devait montrer un exemple de ce qu'est la neutralité médicale dans ce contexte ou les hôpitaux sont plus souvent une cible qu'un lieu protégé.
Le nombre d'expatriés présent en Tchétchénie était jusque là très limité. À la suite de l'ouverture de l'hôpital et l'extension d'autres projets, ce nombre explosa littéralement. La politique de sécurité était maintenant basée sur une visibilité maximum permettant de se faire connaître.

## Ouverture et premières difficultés
Sitôt la décision prise, une équipe médicale internationale rassemblée par le CICR partit de Genève. Elle retrouva à Nazran le matériel destiné à monter un hôpital de campagne fourni par la Croix-Rouge Norvégienne avec les techniciens norvégiens l'accompagnant. L'équipe et son matériel rejoignit Novye Atagi en transitant par Nazran. L'hôpital fut monté très rapidement et ouvrit dès le 2 septembre.
Le personnel expatrié fut immédiatement soumis à de très intenses pressions des autorités locales pour recruter toujours plus de personnel parmi les habitants du village.
Le 18 septembre, le chef de guerre islamiste Ibn al-Khattab pénétra dans l'enceinte de l'hôpital avec plusieurs hommes armés, exigeant que le CICR retire immédiatement tous les drapeaux portant la croix rouge qui signalaient l'hôpital. Un compromis fut finalement trouvé et le nombre de drapeaux simplement diminué.
Le 21 septembre fut annoncé au cours d'un meeting que des impacts de balles avait été relevés sur le mur extérieur de la résidence des expatriés. Le commandant du village promis de faire surveiller les alentours.
Les pressions pour recruter aboutirent le 26 septembre à l'enlèvement du chef de sous-délégation et de l'administrateur expatrié par le même commandant qui était supposé protéger l'équipe. Ils furent cependant libérés le jour même et le commandant fut remplacé.

### Le problème de l'encadrement
Dans les premières semaines, les "cadres" expatriés furent l'administrateur de Grozny et le chirurgien-chef, ce dernier très occupé à monter l'hôpital et traiter les premiers patients.
Pour ce qui est du chef de bureau, le premier vint aux alentours du 15 septembre. Expérimenté mais en mission intérimaire de 1 mois, il fut remplacé pour quelques jours par une délégué puis pour environ trois semaines par le" deputy" de Moscou. Enfin fut nommé la personne définitive ayant plusieurs années d'expérience CICR en tant qu'administrateur. C'était son premier poste en tant que chef de bureau.
L'administrateur vint quelques jours après, c'était sa deuxième mission après quelques mois en Bosnie. Il fut ensuite secondé par une première mission, presque en apprentissage.
Tous ces gens firent absolument de leur mieux, travaillant sans relâche, mais ils leur manquaient toujours soit le temps soit l'expérience.
Il y avait un délégué sécurité pour la Tchétchénie, le plus souvent à Grozny.

## La décision d'agrandir l'hôpital
L'emplacement fourni était une ancienne école désaffectée composée de plusieurs bâtiments répartis dans une vaste enceinte.
Le bâtiment principal devint un hôpital avec 2 salles d'opérations, les services annexes (salle de stérilisation, d'admission, d'urgence, banque du sang), salle de radiothérapie, physiothérapie et salle de cours, une salle de soins intensif pour un maximum de 7 patients et six salles de soins permettant de recevoir un peu plus de 60 patients.
Un second bâtiment servit de réfectoire et de pharmacie, le troisième de salle de repos pour les expatriés, le quatrième était la résidence des expatriés, le cinquième devint l'atelier. Un sixième en mauvais état fut réhabilité pour devenir l'administration. La rénovation de tous ces bâtiments fut programmé et rapidement commencé pour certains.
Les combats actifs avaient cessé depuis le 15 août et l'accord de paix entre les représentants Russes et tchétchènes avait été signé le 31 août à Khassaviourt au Daghestan. Le nombre de patients de l'hôpital était en baisse constante et ne semblait pas devoir remonter.
De plus, l'équipe était arrivé avec un hôpital de campagne composé de tentes. On pouvait donc penser qu'en cas d'afflux de blessés au-delà de la capacité des locaux fournis, le CICR mettrait les moins atteints d'entre eux dans des tentes.
Ainsi dans une autre mission du CICR à Quetta au Pakistan, l'hôpital comprenait 120 lits dans les bâtiments en dur, la capacité pouvant monter à 280 en utilisant des tentes. L'hiver y était tout aussi froid qu'en Tchétchénie.
On parla cependant rapidement d'agrandir l'hôpital par de nouvelles constructions en dur. Le chef de bureau de Novye Atagi du moment et le constructeur étaient contre cette idée. Une réunion eut finalement lieu le 24 septembre. Le projet d'extension fut réduit de deux chambres. Restait tout de même la construction d'une nouvelle aile de l'hôpital comportant plusieurs chambres pour porter la capacité à 150 lits ainsi que d'un bâtiment permettant d'agrandir la pharmacie et l'atelier. L'option « tente » fut écartée en expliquant qu'on ne peut  pas fournir le même confort dans un pays développé comme la Russie et au Pakistan.
Une fois ces travaux de construction commencés, les problèmes de recrutement et de surveillance prirent une tout autre ampleur. Il y eut rapidement plus de cent personnes travaillant à la construction sur le site où il devint presque impossible de contrôler les mouvements. Par ailleurs, l'importance des contrats à confier suscita de nombreuses convoitises et jalousie entre les entrepreneurs locaux, augmentant encore la tension.

## Le massacre

### Les menaces
À partir de novembre, les incidents de sécurité en Tchétchénie crurent en nombre et en gravité à une époque où la date des élections commençait à être figée.
Le 20 novembre, un délégué fut enlevé pendant quelques heures par un groupe armé qui apparemment cherchait à faire libérer certains de leurs amis détenus par les Russes. Il fut relâché sur pression des plus hautes autorités tchétchènes.
Une nuit des individus armés entrèrent dans la salle radio de Novi Atagi qui se trouvait au rez-de-chaussée de la résidence des expatriés dans l'intention de voler les appareils présents. Entendant du bruit, le chef de bureau descendit, se fit rouer de coups et menacer d'un revolver sur la tempe. Ils laissèrent une petite note dont la traduction disait à peu près: "Voilà pour tout le mal que vous faites." 
À la même époque, deux employés locaux de l'OSCE furent enlevés à Grozny pour être relâchés quelques heures plus tard. À leur « débriefing », ils expliquèrent que leurs ravisseurs cherchaient des expatriés de l'OSCE ou du CICR et que si cela avait été leur cas, l'affaire aurait été beaucoup plus sérieuse, pouvant aller jusqu'au meurtre. À un meeting du CICR à Grozny, on posa la question de savoir pourquoi les "petites" organisations encore présentes (une expatriée de Merlin et deux de Médecins du Monde (MDM) France) n'étaient pas nommées. L'analyse était qu'un coup sur les deux organisations les plus visibles serait beaucoup plus médiatique.
Des mesures de sécurité furent prises en conséquence. Pour la délégation de Grozny, elles consistèrent essentiellement à diminuer de manière importante le nombre d'expatriés, à réduire et renforcer la sécurité des déplacements. Demande fut aussi faite aux autorités locales de placer des points de contrôle autour  de la délégation.
Pour ce qui concerne Novi Atagi, le délégué sécurité devint beaucoup plus présent. Il renforça le nombre et la répartition des gardes, contrôla mieux leur travail. Mais le CICR, selon ses principes, refusa de leur fournir des armes. Des points de contrôle furent aussi demandés aux autorités qui promirent mais ne firent pas grand-chose. Le personnel expatrié fut légèrement réduit : suppression du poste d'infirmier enseignant, période de compensations plus longue.

### Les sentiments de l'équipe
Peu avant le massacre, le nombre de patients était tombé aux alentours de 35. Beaucoup de cas chroniques (type d'infection osseuse ou révision de moignon), peu de cas "frais", peu d'urgences.
Une première "fournée" d'infirmières locales avaient été mises en disponibilité pour cette raison. Certaines infirmières expatriées commençaient à s'ennuyer, d'autres s'occupaient en faisant de l'enseignement. L'équipe de l'hôpital s'était concertée pour demander de ne pas remplacer deux d'entre elles qui finissaient leur mission. Les remplaçantes sont toutefois arrivées et elles ont perdu la vie une semaine après. L'équipe médicale savait par la délégation de Grozny que les hôpitaux commençait à y fonctionner à nouveau.
Certains commençaient à réaliser le fossé entre l'importance sans cesse décroissante du rôle médical de l'hôpital et l'augmentation des risques courus. Mais il était difficile de parler de la fermeture de l'hôpital alors qu'il était encore en construction.
D'autres parlaient de plus en plus du deuxième rôle de l'hôpital : l'exemple de neutralité médicale. Il fallait montrer qu'un hôpital doit rester une zone protégée, sans armes. On entendait aussi que même si cet hôpital n'avait pas tant de patients, il était si médiatique et si bien financé qu'il permettait de faire tourner l'action du CICR. Et le CICR était presque la dernière organisation présente en Tchétchénie.

### La tuerie
Aux alentours de 3 heures 30 du matin le 17 décembre,, un groupe de cinq à dix hommes masqués et armés de pistolets à silencieux pénétrèrent dans l'enceinte de l'hôpital. Ils entrèrent dans le bâtiment de repos du personnel expatrié. C'était un bâtiment de deux étages disposant de deux entrées. Ils rentrèrent dans les chambres dont les portes n'étaient pas fermées à clef et abattirent leurs occupants presque à bout portant. Ils tentèrent de défoncer les portes des autres chambres. Six personnes trouvèrent la mort ainsi,. Le chef de bureau fut blessé à l'épaule et fit le mort et fut ainsi épargné.
Le groupe d'attaquant, qui s'exprimait en Tchétchène, rencontra deux membres du personnel local, mais leur laissa la vie sauve, leur but était clairement d'assassiner le personnel expatrié.
Il y eut une rafale d'arme automatique, sans doute tiré par un garde qui était allé chercher une arme. Les attaquants quittèrent alors l'hôpital. L'attaque n'avait pas duré plus de dix minutes.
Les gardes rapportèrent les évènements au commandant militaire du village qui arriva accompagné d'hommes en armes aux alentours de quatre heures du matin.
Les survivants découvrirent les morts, soignèrent le blessé et se rassemblèrent en attendant l'aube. Une foule d'habitants s'amassa pour les réconforter et les protéger.

### Évacuation, débriefing et cérémonie
Un convoi quitta Novye Atagi en fin de matinée à destination de Nalchik transportant les survivants et les morts. Transitant par Grozny, ils atteignirent Nalchik vers 22 heures après avoir roulé 8 heures sous la neige. Le blessé fut évacué après une heure pour être hospitalisé sur Genève.
Le lendemain 18 décembre, le médecin responsable de la prise en charge du stress au CICR procède ensuite au débriefing émotionnel des 13 rescapés de l’hôpital. Cela permet à chaque personne de faire le récit de « sa nuit » et de partager ses émotions avec le groupe.
L’après-midi, l'équipe se retrouve à la morgue de Naltchik pour la mise en bière des corps. En fin de journée, un long convoi composé d’un camion transportant les six cercueils et d’une quinzaine de véhicules, s’ébranle en direction de l’aéroport de Mineralnyje-Vody, situé à cent kilomètres ; de là partiront dans la soirée les dépouilles, les accompagnateurs et les rescapés. Auparavant, une cérémonie a lieu dans un hangar de l’aéroport, face aux cercueils recouverts du drapeau du CICR. Une centaine de personnes sont présentes : les survivants du drame, d’autres délégués qui vont regagner Genève, mais aussi tous ceux qui restent. Par un froid glacial et dans le vacarme des avions qui atterrissent et décollent, un dernier hommage, sobre et émouvant, est rendu aux six victimes, puis chacun, dans une lente procession, défile devant les cercueils. L'avion décolle et une cérémonie semblable est organisée dans la nuit du 19 décembre sur le tarmac de l’aéroport de Cointrin, à Genève, en présence des autorités locales, de membres du Comité, de cadres de la direction du CICR et de représentants des Sociétés nationales.
« Le lendemain, nous nous sommes précipité dans un avion permettant de rejoindre nos collègues survivants à l'aéroport de Mineral Vada avant leur retour sur Genève. Une première cérémonie eut lieu avec les corps des victimes dans un hangar. Discours à moitié noyés dans le bruit des réacteurs. Nous montons dans l'avion pour Genève. Les premières histoires commencent à sortir. 
Les morts : celui qui dormait, probablement le premier tué. Celles mortes à côté de leurs lits. Celle tombée près de sa porte. Celle qui a tenté de barricader avec son armoire une porte qui ne fermait pas. Celle qui respirait encore. 
Les vivants : Celui qui, blessé, a fait le mort. Celui qui se fera un pendentif avec la clef qui lui a sauvé la vie. Celle qui n'avait pas fermé sa porte, qui a eu le temps de tourner la clef (la clef était sur la porte). Celui qui s'apprêtait à ouvrir pour ne pas les énerver, croyant à une « simple » prise d'otage. Ayant compris, il a ensuite cru que sa porte allait lâcher sous les coups. Celui qui les attendait prêt à se battre à mains nues. Les autres. La nuit suivante, j'ai franchement mal dormi. »

### La suite de l'action du CICR dans le nord Caucase
Le lendemain du drame, certains cadres du CICR parlaient de reprendre les activités en Tchétchénie dès que les coupables auraient été identifiés. Cependant l'ensemble du personnel expatrié fut durablement évacué de Tchétchénie. Une petite équipe demeura à Nalchik d'où elle pilota à distance l'action des employés locaux du CICR restés en Tchétchénie.
L'hôpital de Novye Atagi fut remis aux autorités locales sans difficultés particulières.

### L'interprétation du CICR
Dans les jours qui suivirent leur rapatriement, des délégués firent des rapports très critiques sur l'action du CICR en Tchétchénie. Le rapport des cadres, justifiant leur action, arriva un peu plus tard. Le siège suivit les conclusions de ces derniers. La ligne officielle fut donc qu'aucune erreur majeure n'avait été commise.

#### Hypothèse
Voici venir le temps des "si", des équations à variables multiples.
Prenons pour probable l'hypothèse que cet assassinat a été perpétré pour viser le gouvernement en place avant les élections en prouvant son incapacité à assurer la sécurité dans le pays.
1. Si l'hôpital avait pu être ouvert en Ingushie, alors une action à l'hôpital n'aurait plus eu de sens. Restait évidemment la délégation de Grozny.
2. Si l'hôpital n'avait pas été agrandi alors il aurait été un peu moins visible mais il est difficile de penser que cela aurait été déterminant. La décision de le fermer aurait par contre été plus facile.
3. Si l'hôpital avait été fermé avant alors la délégation de Grozny redevenait la cible. À condition qu'elle n'ait pas été fermée également. L'OSCE et ses voitures blindées était plus « coriace » que des infirmières endormies.

#### Tentative d'analyse
Une catastrophe peut parfois résulter d'une suite de petites erreurs.
Dans ce cas particulier, on peut penser que certaines décisions hâtives ont été prises à la phase initiale du projet. Ces décisions ont été prises par des techniciens excellents dans l'urgence mais moins bons dans l'anticipation et l'écoute. La hiérarchie de la délégation a suivi, faisant confiance  à l'enthousiasme de ses spécialistes. Le siège a entériné à son tour faisant lui-même confiance à sa délégation. La « base » n'a pas eu grand-chose à dire.
Ces décisions initiales nous ont ensuite piégés dans une fuite en avant jusqu'à la fin.